# 九州勧業

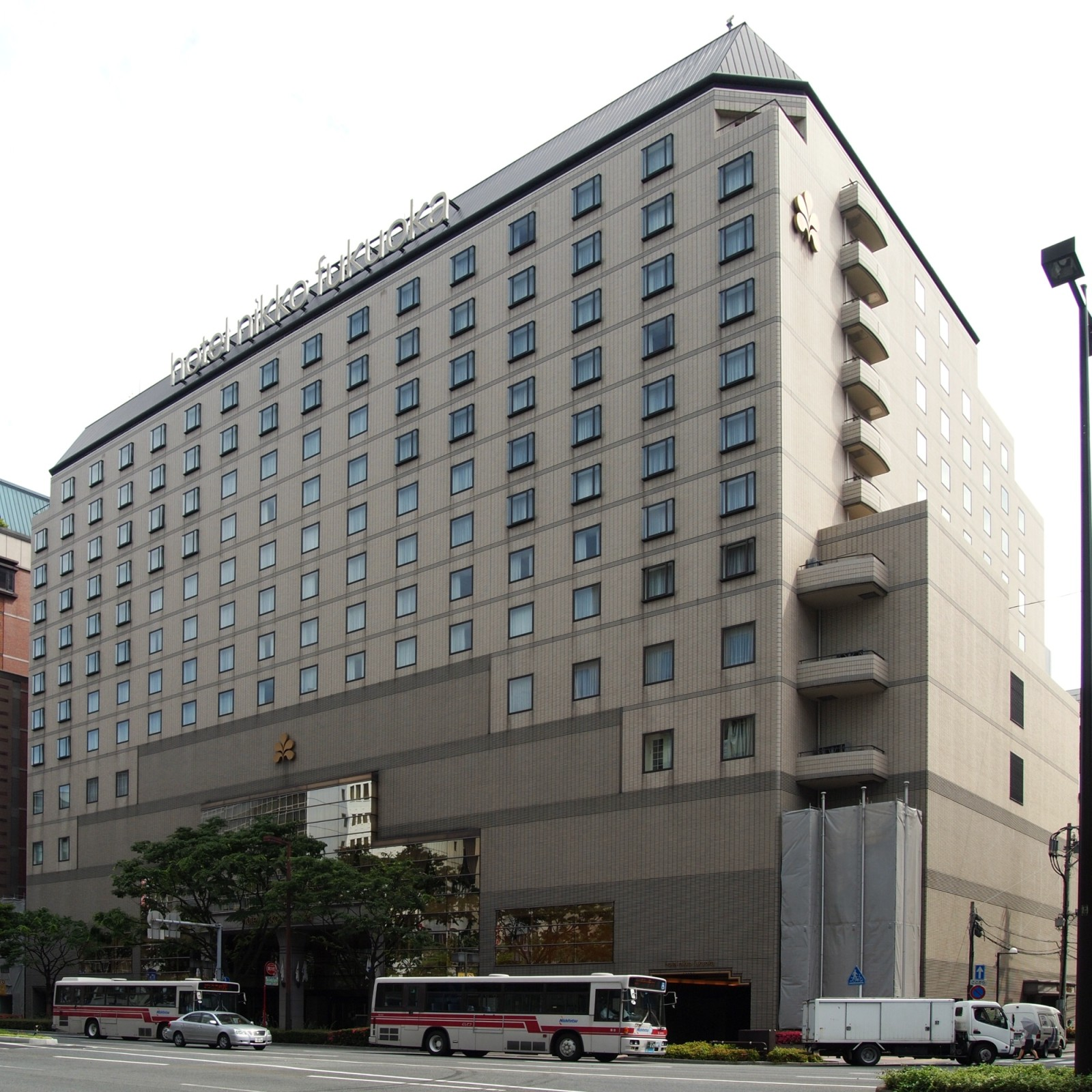
ホテル日航福岡

九州勧業株式会社（きゅうしゅうかんぎょう）は福岡県に本社に置く不動産賃貸事業者。通称「九勧」。

## 概要
1912年（大正元年）12月に香椎海面埋築株式会社として4代目太田清蔵により創立され、1922年（大正11年）11月に九州勧業株式会社へ商号変更した。
1998年（平成元年）にはホテル日航福岡が竣工し、関連会社で経営している。

## 所有物件
賃貸オフィス
- 博多蔵本ビル - 1967年（昭和42年）8月竣工
- 九勧呉服町ビル - 1982年（昭和57年）7月竣工
- 九勧博多ビル - 1984年（昭和59年）9月竣工
- 九勧博多駅前ビル - 1985年（昭和60年）2月竣工
- 九勧大名ビル - 1998年（平成10年）2月竣工
- 九勧筑紫通ビル - 2005年（平成17年）8月竣工
- 九勧承天寺通りビル - 2020年（令和2年）4月竣工

賃貸ビル（ホテル等）
- 九勧清興ビル本館（ホテル日航福岡本館） - 1989年（平成元年）5月竣工
- 九勧清興ビル別館（ホテル日航福岡別館）
- 九勧清興ビル新館（ホテル日航福岡新館）
- 九勧福岡香椎スポーツセンター（スポーツクラブルネサンス福岡香椎）
- ミラベル博多
- 九勧中洲館
- 九勧博多駅南ビル（ドーミー博多駅南）
- 九勧東比恵ビル
- 九勧博多駅南ビル2（ドーミー博多駅南2）

## 関連会社
- 株式会社ホテル日航福岡